# Parafia Nawiedzenia Najświętszej Maryi Panny w Targanicach
Parafia pod wezwaniem Nawiedzenia Najświętszej Maryi Panny w Targanicach – parafia rzymskokatolicka znajdująca się w Targanicach. Należy do dekanatu Andrychów diecezji bielsko-żywieckiej. Erygowana w 1966.